# Llanaelhaearn
Llanaelhaearn est un village et une communauté du Gwynedd, au pays de Galles.

## Géographie
Llanaelhaearn est situé dans le nord de la péninsule de Llŷn, à une dizaine de kilomètres de la ville de Pwllheli. La route A499 (en) traverse le village.
La communauté de Llanaelhaearn comprend aussi le village de Trefor (en).

## Démographie
Au recensement de 2011, la communauté de Llanaelhaearn comptait 1 117 habitants.